# 로드 트레인

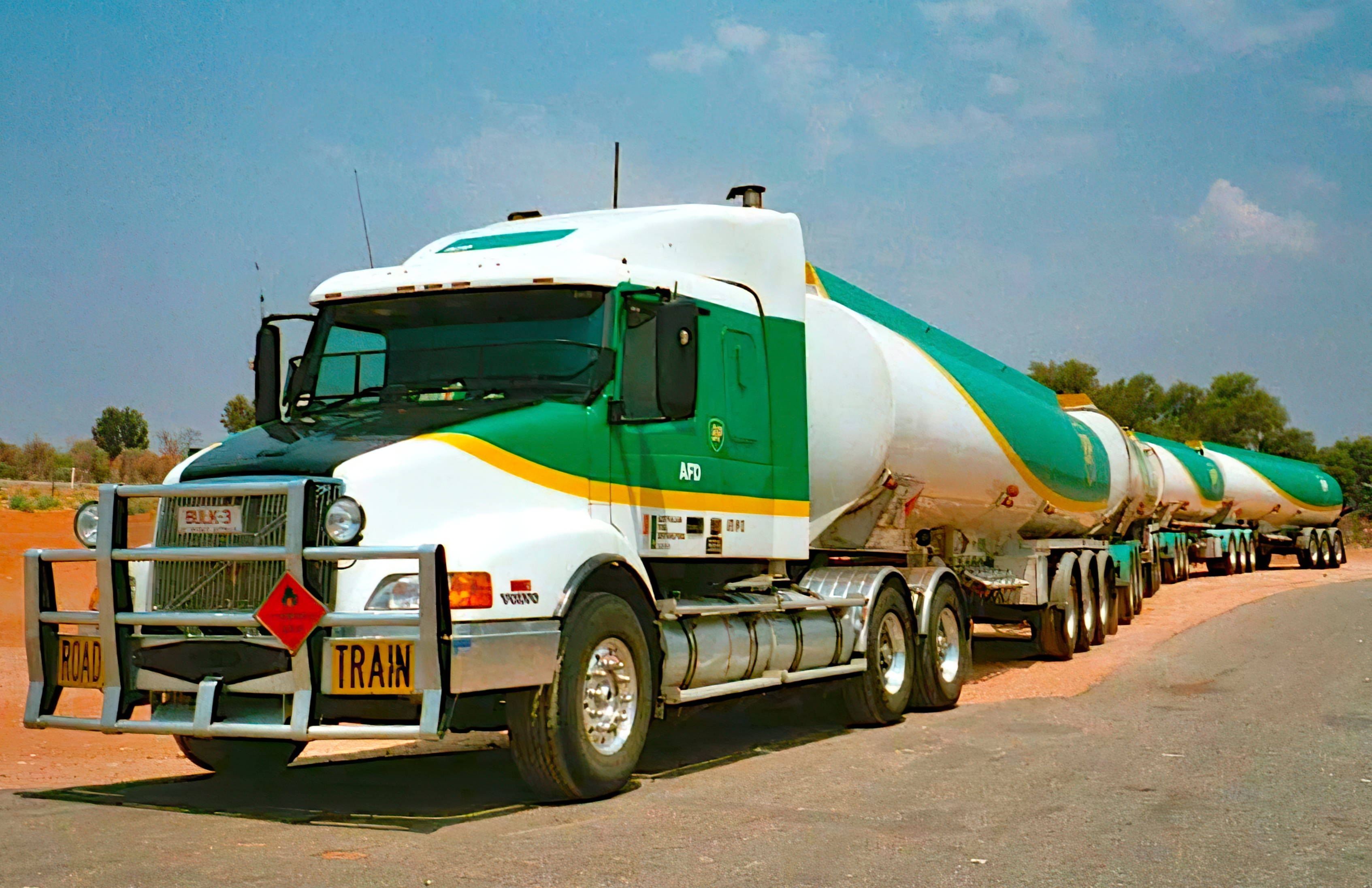
볼보 NH15 탱크로리 로드 트레인

로드 트레인(영어: Road train)은 주로 오스트레일리아, 아르헨티나, 멕시코, 미국, 캐나다에서 운용하고 있는 트레일러로 주로 대형 트럭에 여러 개로 연결해 고속도로를 이용해 대량의 화물을 수송하고 있다. 이렇게 많은 트레일러를 트랙터 하나가 모두 끌고다니기 때문에 로드 트랙터라고 불리기도 한다.
주로 철도 교통망이 발달이 되지 않은 지역에 대량의 물자를 수송하기 위해 이용하고 있다. 현재까지 철도가 완료되지 않은 다윈에서 애들레이드 구간을 가장 많이 운행하고 있다. 오스트레일리아 중심부의 도로는 직선 부분이 매우 길기 때문에 100m를 초과하는 차량도 시속 100km의 고속으로 주행이 가능하며 이 지역에서 많은 로드 트레인을 볼 수 있다. 그러나 도시가 많이 발달하고 철도망이 정비된 오스트레일리아 동부에서 보기 힘들다. 또한 주행 시 발생 시키는 바람에 의한 침몰은 매우 강하기 때문에 사고를 피하기 위해 로드 트레인을 지나갈 때 주의가 필요하다.

## 로드 트레인 유형
- B-더블
- B-트리플[2][3][4][5]
- AB 트리플
- BAB 쿼드
- C-트레인
- 도그-트레일러
- 포켓 로드 트레인
- 파워 트레인

## 같이 보기
- 에어브레이크
- 굴절버스
- 제동기
- 컨테이너리제이션
- 컨테이너선
- 교통

## 사진

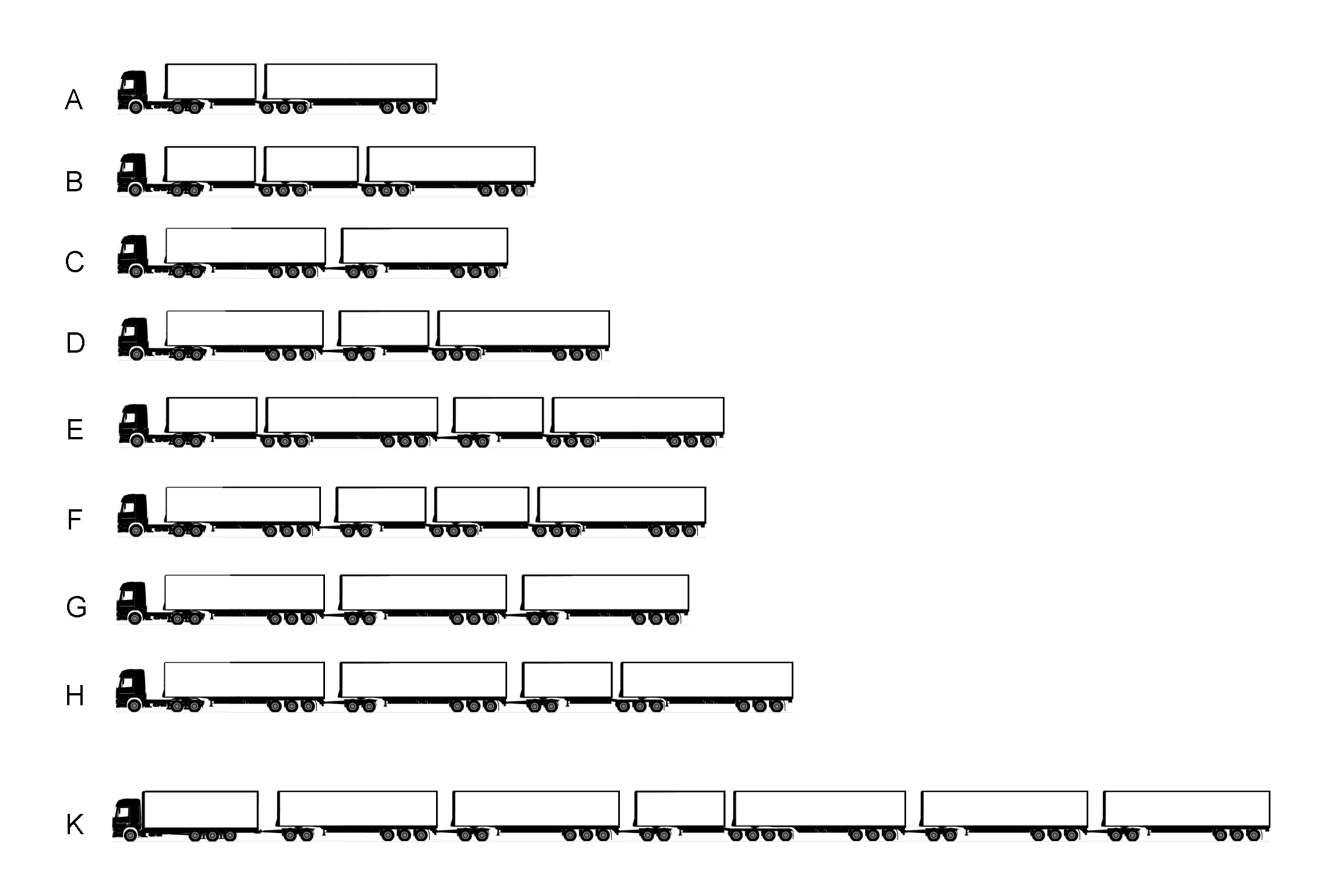
로드 트레인의 유형
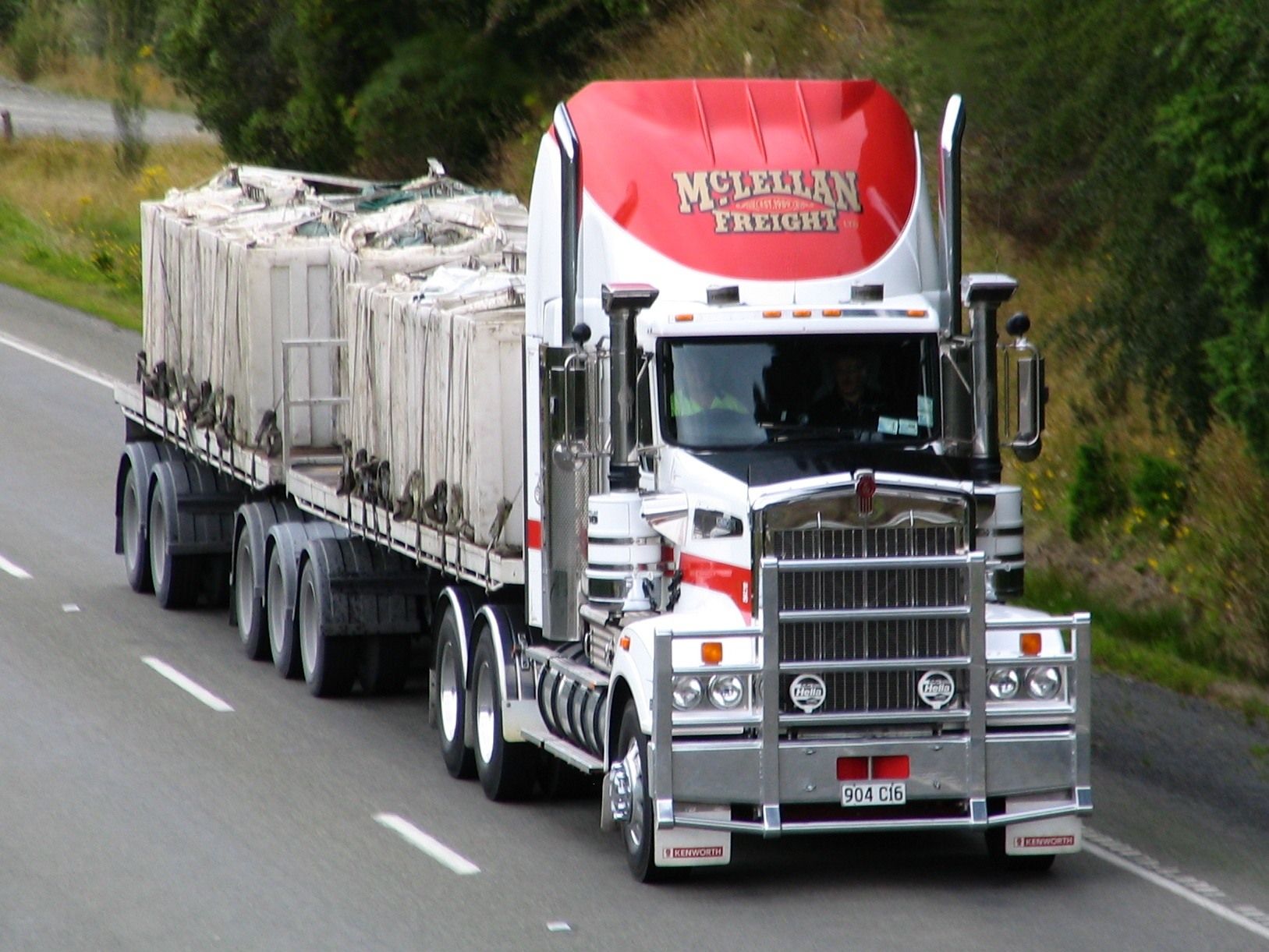
켄워스 T904 포켓 로드 트레인
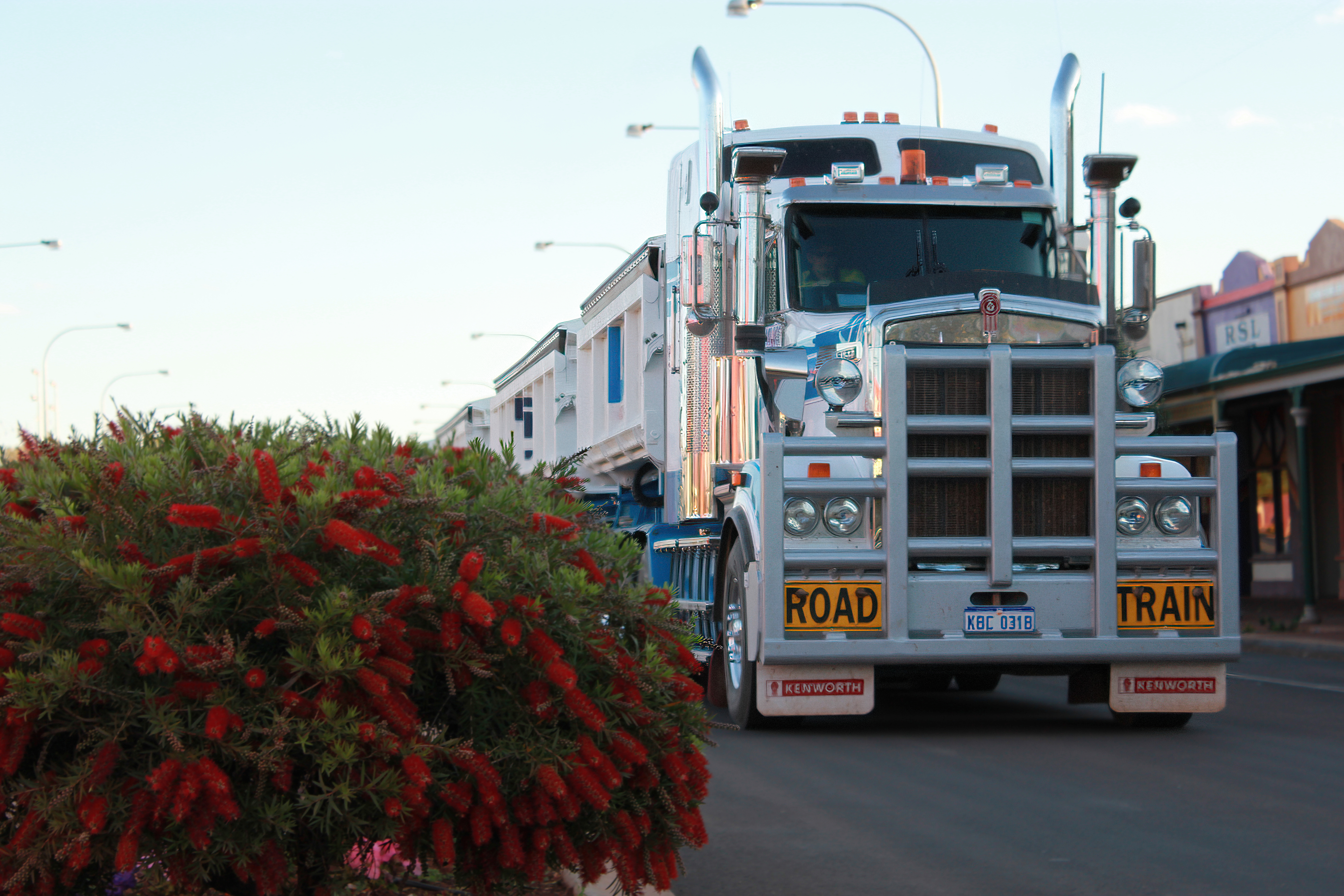
켄워스 T909 로드 트레인
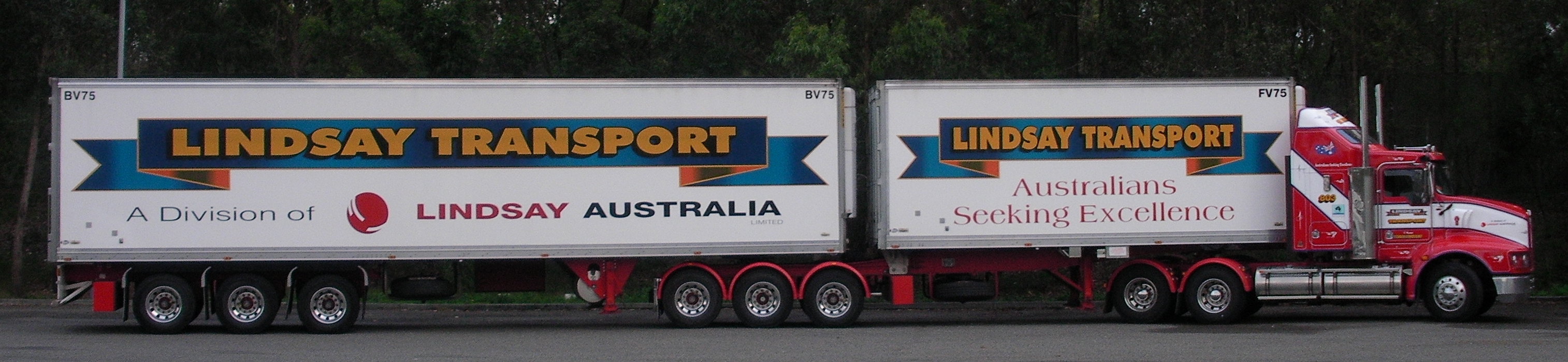
B-더블
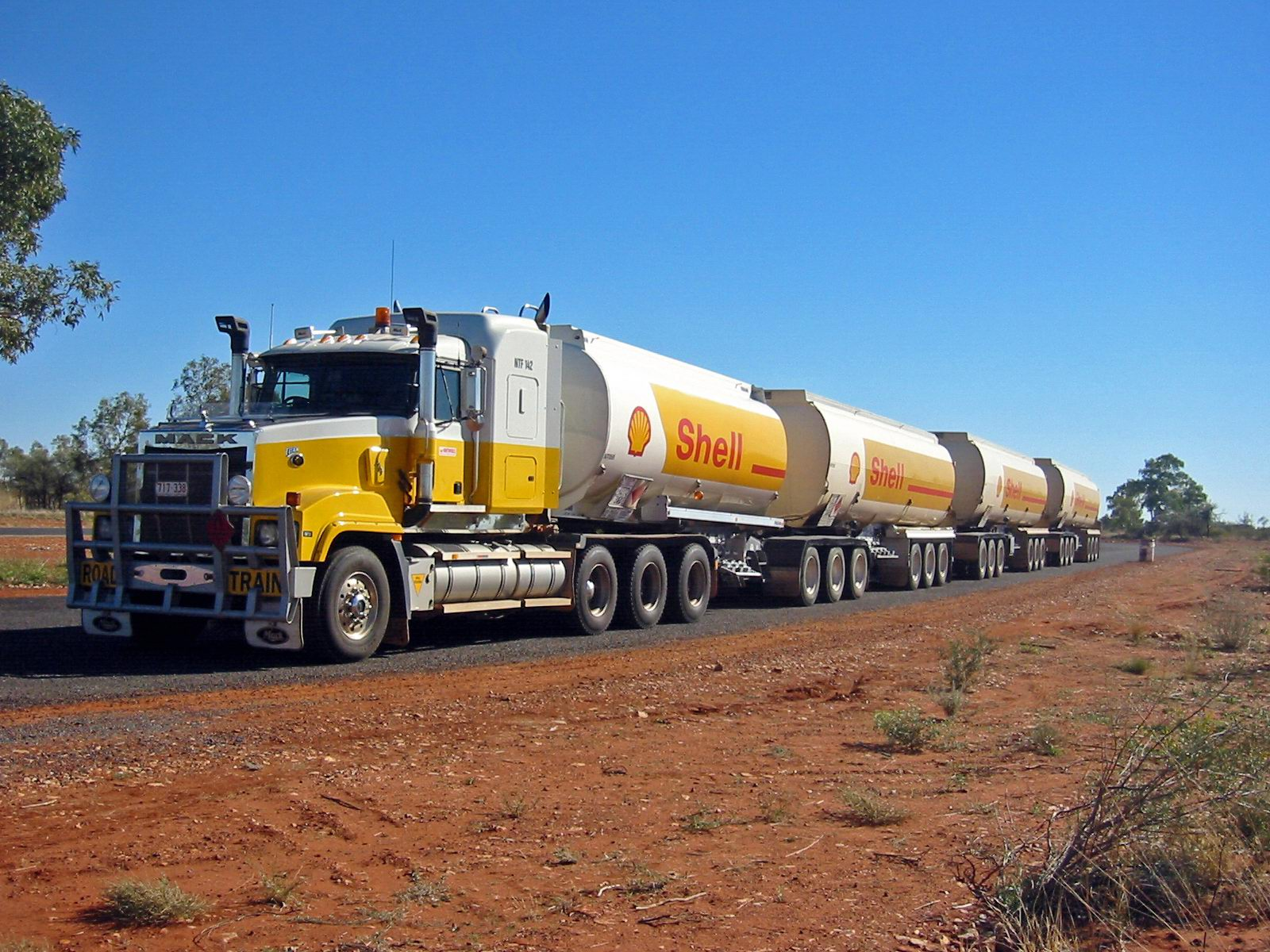
맥 타이탄 탱크로리 로드 트레인
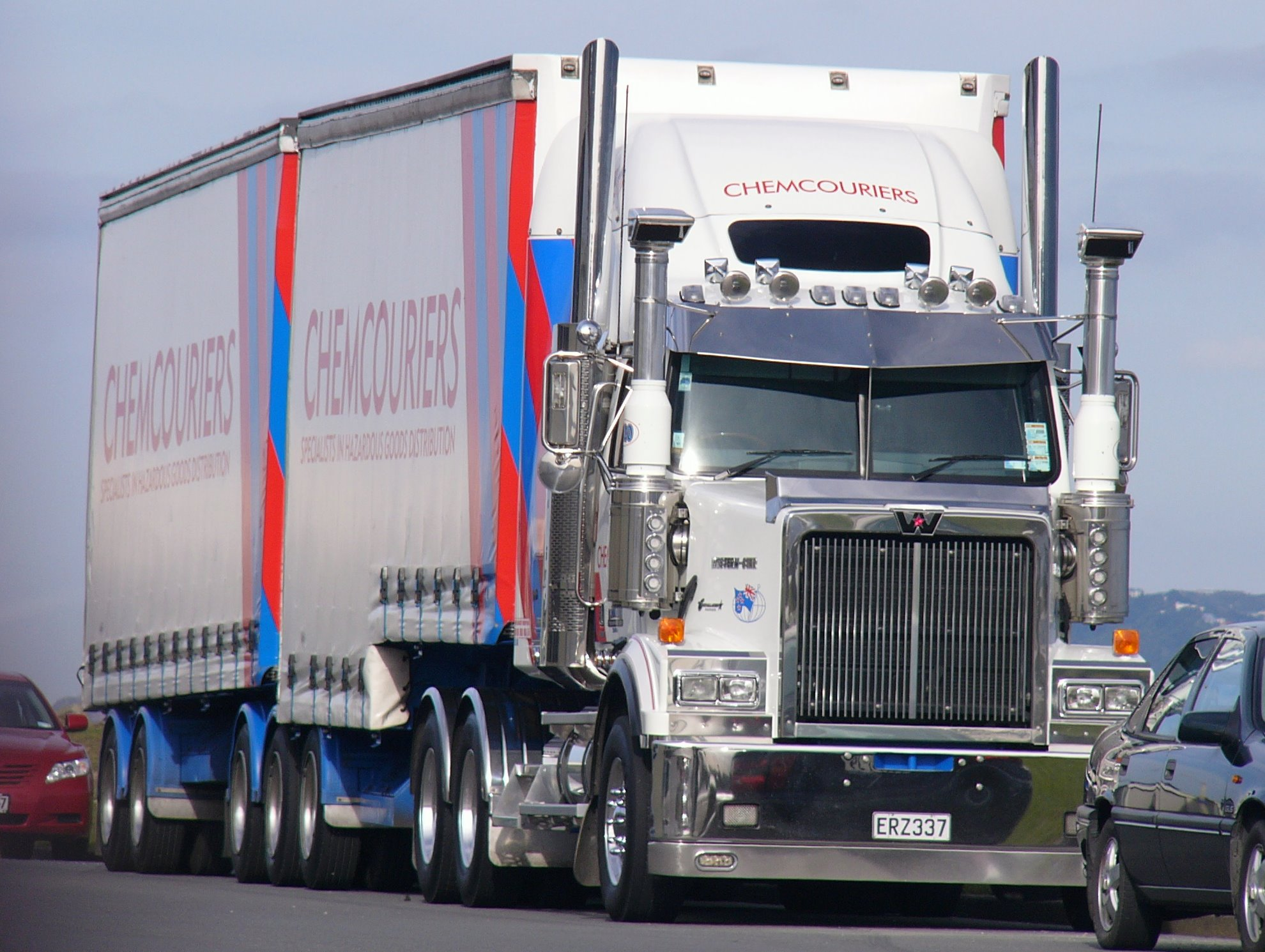
웨스턴 스타 트럭 4864 로드 트레인
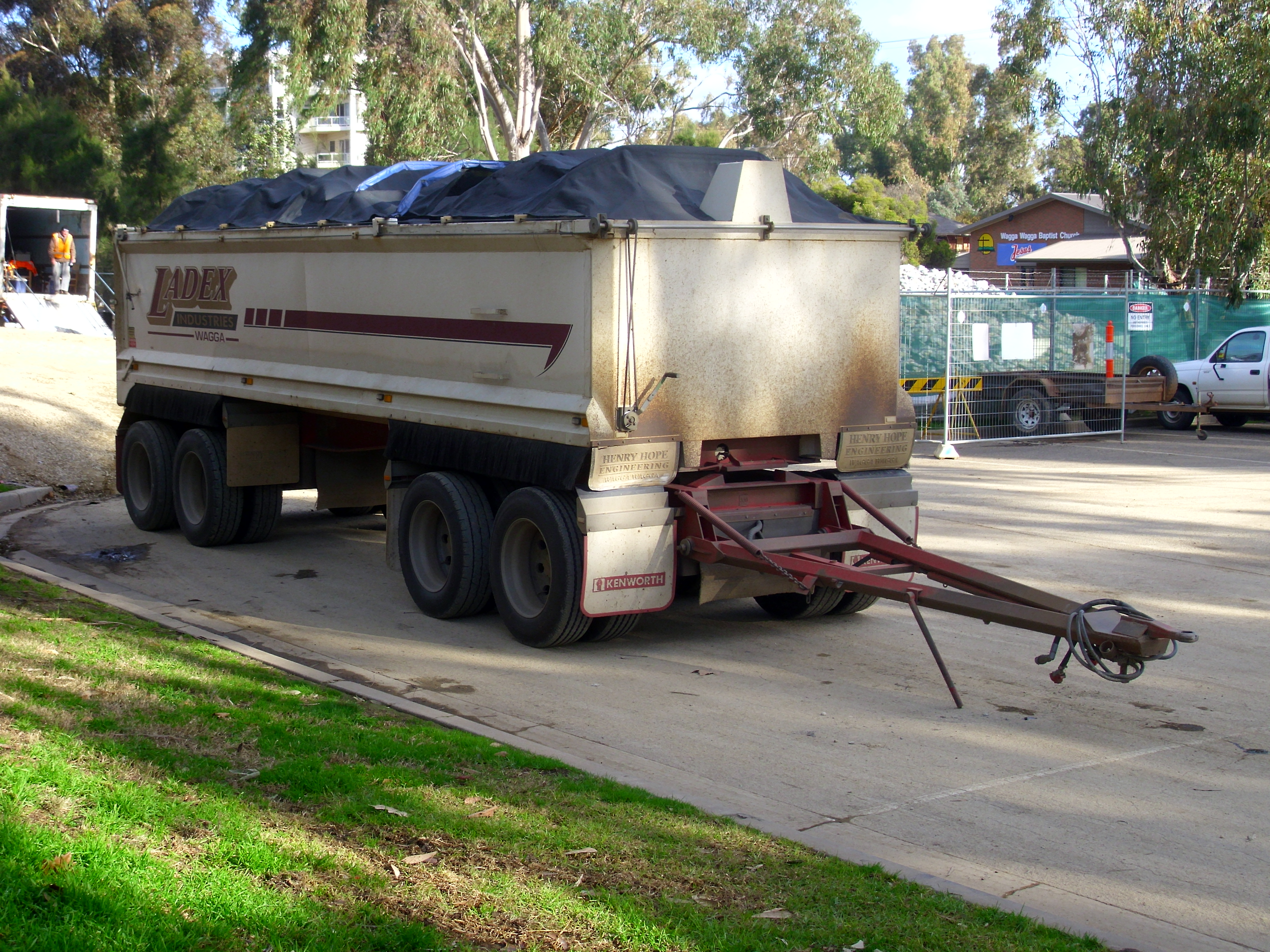
도그 트레일러